# Leandro Padovani Celin
Leandro Padovani Celin (Castelo, 21 dicembre 1983) è un ex calciatore brasiliano, di ruolo difensore.

## Palmarès

### Club

#### Competizioni nazionali
- Campionato iraniano: 1

Foolad: 2013-2014
- Coppa dell'Iran: 1

Esteghlal: 2017-2018